# Sous X
Sous X is een term die verwijst naar een praktijk die voornamelijk in Frankrijk plaatsvond, waarbij meisjes of vrouwen, vaak ongehuwd en in een maatschappelijk stigmatiserende situatie, hun kind anoniem ter adoptie gaven. De naam Sous X komt van de Franse uitdrukking voor "onder X", wat betekent dat de identiteit van de moeder verborgen werd gehouden bij de geboorte en adoptie van haar kind. Deze praktijk was wijdverspreid in de 20e eeuw, vooral na de Tweede Wereldoorlog, en was vaak gekoppeld aan sociale en religieuze normen die ongehuwde moeders stigmatiseerden en hen dwongen hun kinderen op te geven.

## Oorsprong en praktijk
Sous X-praktijken ontstonden in een tijdperk waarin het maatschappelijk stigma rond ongehuwde zwangerschap sterk was. In landen als België en Frankrijk werden meisjes en jonge vrouwen die in verwachting waren zonder getrouwd te zijn, vaak gezien als immoreel of ongeschikt om een kind op te voeden. Dit leidde tot druk van zowel de samenleving als van instellingen zoals katholieke kerkgenootschappen, die een grote invloed uitoefenden op het maatschappelijke leven. De vrouwen werden vaak naar moederhuisinstellingen gestuurd, waar ze onder het mom van 'bescherming' hun kinderen anoniem ter adoptie gaven.
Vaak werden de vrouwen gedwongen om hun kinderen op te geven. Dit werd vaak gedaan zonder instemming of zonder hun volledige begrip van wat er gebeurde. De identiteit van de moeder werd verborgen gehouden en de kinderen werden onder een valse naam geregistreerd. De praktijk van anonieme bevallingen en adopties was in veel gevallen geheimzinnig en werd buiten het gezichtsveld van de samenleving gehouden. Een plaats waar in verhouding veel van deze bevallingen hebben plaats gevonden is Malo-les-Bains
.

## Link met België
In de praktijk werden door Katholieke nonnen regelmatig hoogzwangere meisjes, veelal in baringsnood, naar Frankrijk gereden om daar anoniem te bevallen. Deze meisjes werden naar Frankrijk gereden omdat men daar meisjes anoniem kon laten bevallen en dat was in België onmogelijk. De baby's die zo werden geboren zijn veelal tegen de wil van de moeder afgestaan voor adoptie. Veelvuldig is gebleken dat geboorte en bevallingsinformatie bewust vervalst is zodat moeder en kind elkaar niet konden terugvinden bij navraag
. Na de bevalling werden moeder en kind vaak separaat naar België gesmokkeld. De kinderen die zo zijn geboren hebben recht op de Franse nationaliteit. Een berucht Belgisch voorbeeld waar Sous X adopties hebben plaatsgevonden is het moederhuis Tamar in het Noord-Limburgse Lommel
.

## Problemen en misbruik
Sous X-praktijken gingen vaak gepaard met misbruik, zowel fysiek als psychologisch. In veel gevallen werden meisjes en vrouwen gedwongen om hun kinderen af te geven in ruil voor sociale acceptatie of om schandalen te vermijden. Er zijn meldingen van gedwongen sterilisaties van jonge vrouwen die in moederhuizen verbleven, evenals gedwongen arbeid, bijvoorbeeld in lokale fabrieken, om economische redenen. Deze praktijken gingen vaak gepaard met gebrek aan informatie en controle voor de betrokken vrouwen, wat de situatie voor velen verergerde.
Daarnaast werd de anonimiteit van de moeders vaak misbruikt door de instellingen die de kinderen plaatsten voor adoptie. Vaak werd er commercieel geprofiteerd van de adopties, waarbij betalingen of donaties werden gevraagd in ruil voor de afgifte van de kinderen. 

## Kritiek en erkenning
De Sous X-praktijken zijn vandaag de dag onderwerp van zware kritiek vanwege de emotionele en psychologische schade die ze veroorzaakten bij zowel de geboortemoeders als de geadopteerde kinderen. De moeders werden vaak gedwongen hun kinderen op te geven zonder dat ze de kans kregen om een keuze te maken of zonder adequate begeleiding of steun. Bovendien werd de identiteit van de kinderen vaak verborgen gehouden, waardoor het voor hen moeilijk was om hun biologische familie te traceren wanneer ze dat later wensten.

## Erfenis en herstel
In België en Frankrijk blijven veel van de slachtoffers van de Sous X-praktijken op zoek naar gerechtigheid en een formele erkenning van het onrecht dat hun werd aangedaan. Sommigen hebben geprobeerd om via juridische procedures toegang te krijgen tot informatie over hun kinderen of om hun identiteit te herstellen. Er zijn ook nog steeds vele geadopteerden die, eenmaal volwassen, de wens uiten om hun biologische familie te ontmoeten en meer te leren over hun afkomst.. De voorbeelden van Sous X geboorten komen ook terug in de podcast Kinderen van de kerk in 2023. 
De Sous X-praktijken blijven een pijnlijke herinnering aan een tijdperk waarin sociale normen en religieuze invloeden de rechten en het welzijn van ongehuwde moeders en hun kinderen ernstig aantastten. De nasleep van deze praktijken heeft geleid tot bredere discussies over de rechten van vrouwen, de impact van stigmatisering en de ethiek van adoptieprocessen.